# Ляхов, Иван Андреевич
Иван Андреевич Ляхов (укр. Іван Андрійович Ляхов; 6 апреля 1936, с. Кадиевка, Сталинская область, Украинская ССР, СССР — 2006, Луганск, Луганская область, Украина) — советский и украинский государственный партийный деятель. Член КПСС с 1962, член ЦК КП Украины. Первый секретарь Ивано-Франковского (1983—1985) и Ворошиловградского (1987—1990) обкомов КП Украины. Депутат Совета Союза Верховного Совета СССР XI созыва (1984—1989) от Ивано-Франковской области.

## Биография
Родился 6 апреля 1936 в селе Кадиевка (ныне — город Стаханов). В 1958 окончил Днепропетровский горный институт (горный «инженер-технолог»), в 1981 — Академию общественных наук при ЦК КПСС.
С 1958 по 1962 работал в угольной промышленности. С 1962 года переходит на комсомольскую работу и со временем становится первым секретарем Ворошиловградского обкома ЛКСМУ.
С 1969 года — первый секретарь Краснодонского горкома КПУ, затем — инспектор ЦК КПУ. С ноября 1973 года — первый секретарь Ворошиловградского горкома КПУ.
С 1981 года (после окончания Академии) — секретарь, затем — первый секретарь Ивано-Франковского обкома КПУ. В 1985 году утвержден зав. отделом организационно-партийной и кадровой работы ЦК КПУ.
С 1987 по 1990 год — первый секретарь Ворошиловградского обкома КПУ.
В марте 1990 года он был избран народным депутатом УССР, набрав в первом туре выборов более 62 % голосов избирателей. Входил в группу «За советскую суверенную Украину». Член Комиссии ВР Украины по вопросам социальной политики и труда.
Среди результатов деятельности Ивана Ляхова как главы Луганщины можно выделить строительство Западной фильтровальной станции и новых водоводов, укрепление базы жилищного строительства за счет сооружения новых ДСК.
В феврале 1990 — августе 1991 — инспектор ЦК КП Украины.
В 1991—1997 — заместитель начальника Управления Министерства внутренних дел Украины по Луганской области.
С 1997 по ? — председатель правления Луганского областного социально-общественного благотворительного фонда адаптации (социальной реабилитации лиц, освободившихся из мест лишения свободы).

## Звание
- генерал-майор внутренней службы